# Scaniaparken
Scaniaparken är en park i Västra hamnen, Malmö.
Scaniaparken anlades på 1990-talet som en ganska smal remsa längs strandkanten kring det som tidigare varit Kockumsområdet. Namngivningen beror förmodligen på att Kockums stora bygghall samtidigt gjordes om till Saab-fabrik strax intill. En del av parken togs kring millennieskiftet i anspråk för bomässan Bo01. Nu återstår främst den norra delen. Parken består främst av gräsbevuxna kullar. I Scaniaparken byggde Malmö stad en badplats, Scaniabadet, som blev klar under sommaren 2005.